# Ricardo van Rhijn
Ricardo van Rhijn (* 13. června 1991, Leiden, Nizozemsko) je nizozemský fotbalový obránce a reprezentant, který v současnosti působí v klubu AFC Ajax. Hraje na pravé straně obrany nebo v jejím středu.

## Klubová kariéra
Profesionální fotbalovou kariéru zahájil v Ajaxu, klubu, ve kterém prošel proslulou mládežnickou akademií.
S Ajaxem vyhrál ligovou soutěž Eredivisie (2011/12, 2012/13, 2013/14) a také Johan Cruijff Schaal (nizozemský Superpohár v roce 2013).

## Reprezentační kariéra
Ricardo van Rhijn byl členem nizozemských mládežnických výběrů od kategorie U17.
V červnu 2013 byl nominován na Mistrovství Evropy hráčů do 21 let konané v Izraeli. S týmem se dostal do semifinále, kde Nizozemsko vypadlo s Itálií po porážce 0:1.
V A-mužstvu Nizozemska debutoval 15. srpna 2012 pod novým reprezentačním trenérem Louisem van Gaalem (po červnovém EURU 2012 vystřídal ve funkci Berta van Marwijka) v přátelském zápase s domácí Belgií. Nastoupil na hřiště v základní sestavě, Nizozemsko nakonec podlehlo svému rivalovi 2:4.